# Kloster Kirschgarten (Worms)
Das Kloster Kirschgarten war zunächst ein Zisterzienserinnenkloster, ab 1443 bis zur Auflösung 1525 ein Kloster der Augustiner-Chorherren vor der Stadt Worms. Baulich ist von dem Kloster nichts erhalten.

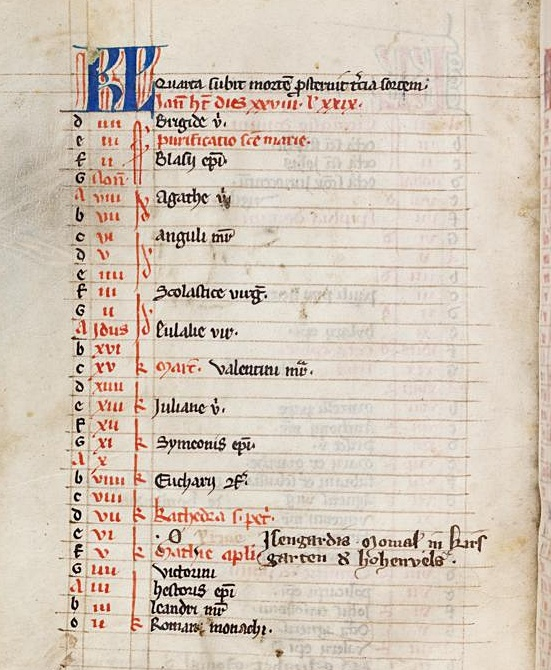
Kalenderblatt „Februar“ aus dem Codex Liechtenthal 37, um 1300, mit Vermerk über eine in Kirschgarten verstorbene Nonne aus dem Geschlecht Bolanden-Hohenfels

## Geografische Lage
Die Anlage befand sich südwestlich der äußeren Stadtmauer, etwas westlich der Straße nach Speyer. Nächstgelegenes Tor in der Stadtmauer war das Speyerer Tor in der äußeren Mauer, das vor der Leonhardspforte der inneren Stadtmauer angeordnet war.

## Bezeichnung
In der Gründungsphase lautete die Bezeichnung des Klosters ortus beate Marie und ortus beate virginis (Mariengarten). Das war wohl auch der „offizielle“ Name, denn die letztgenannte Form findet sich in Siegelumschriften bis ins 15. Jahrhundert. Im allgemeinen Sprachgebrauch und in den erhaltenen Urkundentexten setzt sich aber die Bezeichnung ortus ceresorum (Kirschgarten) durch.

## Geschichte

### Frauenkloster

#### Gründung
Der Wormser Bischof Heinrich II. von Saarbrücken (1217–1234) gründeten das Kloster 1226 auf Lehensbesitz des Domkapitels in einem Gartengelände südwestlich der Stadt Worms, das vom Eisbach durchflossen war. Ursprüngliches Patrozinium war das der Hl. Maria. Die Quellen zur Gründung sind spärlich, eine Gründungsurkunde fehlt und Informationen zur Frühzeit des Klosters stammen zumeist aus späteren, erzählenden Quellen. Eine Schenkungsurkunde von 1236 ist das älteste erhaltene schriftliche Zeugnis über das Kloster. 1237 schenkten der Dom-Kämmerer Richezo und seine Gemahlin Agnes dem Kloster weiteres, wohl benachbartes Gartengelände, das sie als Lehen besaßen.
Ebenfalls 1237 ist bezeugt, dass die Frauen dort nach der Zisterzienserregel lebten, was aber noch kein Beleg dafür ist, dass es sich formell um ein Zisterzienserkloster handelte. Zum einen war es kirchenrechtlich erforderlich, dass solche Gemeinschaften sich auf eine Ordensregel verpflichteten, so dass es zahlreiche Gemeinschaften gab, die eine Regel befolgten, ohne dem entsprechenden Orden anzugehören. Zum anderen fehlt für das Kloster Kirschgarten sowohl eine Inkooperationsurkunde für den Zisterzienser-Orden als auch gegebenenfalls daraus resultierende Visitationsprotokolle. Noch 1273 wird ein Beichtvater und Priester durch eine private Stiftung finanziert – im Falle der Inkorporation im Zisterzienserorden wäre der Abt des übergeordneten Klosters verpflichtet gewesen ihn (ohne externe Finanzierung) zu stellen. Da aber für die folgenden Jahrhunderte Visitationsprotokolle vorliegen und eine Zugehörigkeit des Klosters zum Zisterzienserorden im 15. Jahrhundert unstreitig scheint, geht die neuere Forschung davon aus, dass das Kloster in der späteren Zeit gewohnheitsrechtlich als Zisterzienserkloster galt. Übergeordnetes Kloster war die Abtei Otterberg.

#### Weitere Entwicklung
1253 diente das Kloster Bischof Richard von Daun zwischenzeitlich als Residenz, weil die staufisch gesinnte Stadt Worms ihm den Einlass verweigerte.
Ab der Mitte des 14. Jahrhunderts hören die personellen Kontakte, Stiftungen und Schenkungen von Seiten des Hochadels auf. Dafür empfing das Kloster nun in großem Umfang Schenkungen, insbesondere erwarb es Güter, die sich zuvor im Besitz von Niederadeligen befanden. 1298/99 kam es sogar zur Gründung eines Tochterklosters in Abenheim, zu dem aber weitere Nachrichten fehlen.
Die schwere Krise des 14. Jahrhunderts traf auch das Kloster Kirschgarten. 1330 musste es erstmals in größerem Umfang Güter verkaufen. Die Situation verschlimmerte sich weiter: 1382 musste das Kloster wegen der drückenden Schuldenlast seine Finanzen gegenüber dem Rat der Stadt Worms offenlegen, es kam zu Notverkäufen und 1385 brannte zudem noch das Klostergut Kirschgartshausen ab. Der Niedergang war offensichtlich nicht aufzuhalten, weitere Verpfändungen und Verkäufe folgten im 15. Jahrhundert: 1413 die Hälfte der Fischteiche bei Kirschgartshausen, 1420 der Hof in Pfeddersheim, 1422 der Hof in Kirschgartshausen selbst und die Rechte an der Rheinüberfahrt, 1435 Güter in Mörstadt. Zudem dezimierte in dieser Zeit die Pest die Zahl der Schwestern. 1428 lebte nur noch die Äbtissin Guda von Büches sowie der Pförtner und seine Familie im Kloster.

#### Ende
Eine Verfügung des Konzils von Basel vom 18. Januar 1435 forderte den Wormser Bischof Friedrich von Domneck (1426–1445) auf, das Kloster wieder herzustellen. Dessen Versuche scheiterten aber zunächst, da die Zisterzienser – kontaktiert wurden dazu etwa die Äbte des Klosters Schönau und des Klosters Maulbronn – kein Interesse hatten, die nun vermögenslose Einrichtung zu übernehmen. Die Bemühungen zogen sich bis 1443 hin. Dann stimmten die Zisterzienser zu, das Kloster einem anderen Orden anzubieten.

#### Organisation
An der Spitze des Klosters stand eine Äbtissin. Nicht alle Äbtissinnen sind namentlich bekannt. Überliefert sind:
| Äbtissin                        | von          | bis  | Anmerkung |
| ------------------------------- | ------------ | ---- | --- |
| Beatrix                         | 1226?        |      | Erste Äbtissin, erwähnt in der Kirschgartener Chronik. Die unmittelbaren Nachfolgerin(nen) sind nicht überliefert.                                                                                  |
| Hildegard von Leiningen-Landeck | 1266         | 1299 | Ihre Schwester Agnes war mit Otto I. von Nassau verheiratet, die dadurch wiederum eine Tante von König Adolf von Nassau war. Sie ist die einzige Äbtissin des Klosters, die dem Hochadel entstammt. |
| Lutgard / Lukardis              | 1303         | 1313 | |
| Clara                           | Erwähnt 1330 |      | |
| Mechthild                       | 1355         | 1359 | |
| Lisa                            | Erwähnt 1377 |      | |
| Katharina Holderbaum            | 1380         | 1385 | Sie stammte aus einer Wormser Patrizier-Familie mit enger Verbindung zu den Pfalzgrafen. |
| Margareta Spenne                | 1385         | ?    | Sie stammte möglicherweise aus einer Wormser Bürgerfamilie. |
| Agnes von Kettenheim            | 1389         | 1392 | Die Familie vom Kettenheim war in Worms ansässig. Zeitgleich mit Agnes leitete Margarethe von Kettenheim das Wormser Kloster Maria Münster.                                                         |
| Margareta von Lewenstein        | 1392         | 1401 | Eine adelige Herkunft, etwa aus der Familie von Löwenstein, ist nicht belegt, aber auch nicht auszuschließen.                                                                                       |
| Benigna Grasslackhen            | 1413         | 1422 | |
| Guda von Büches                 | 1424         | 1435 | |

Die Schirmherrschaft über das Kloster lag in den Händen der Kurpfalz, die Vogtei wechselnd bei verschiedenen regionalen adeligen Familien. Genannt werden Bolanden und Leiningen.
Frauen, die in das Kloster eintreten wollten, mussten ein „Eintrittsgeld“ entrichten.
Der reiche Besitz des Klosters fand sich überwiegend auf der linken Seite des Rheins in einem Umkreis von etwa 20 km um Worms. Einzelne, weiter abgelegene Besitzungen, gab es auf dem rechten Rheinufer und mit einer Streuung von Hedesheim im Norden bis Landau im Süden. Das Kloster besaß Anteile an dem Fährbetrieb über den Rhein bei Worms, die Pfarrei Monzernheim und das Patronatsrecht in Haßloch.

#### Kulturelle Zeugnisse
Aus Wende vom 13. zum 14. Jahrhundert wird in der Badischen Landesbibliothek in Karlsruhe ein deutsch-lateinischer Psalter aus dem Kloster Kirschgarten aufbewahrt (Codex Liechtenthal 37). Er gehörte der dort 1320 verstorbenen Nonne Anna von Bolanden. Die Handschrift gilt als wichtiger Beleg dafür, dass die Zisterzienserinnen für ihre persönliche Andacht (auch) volkssprachliche Texte nutzten.

### Augustinerkongregation

#### Gründung
Nach dem Verzicht der Zisterzienser, das Kloster wieder zu beleben, gelang es Bischof Friedrich von Domneck und Kurfürst Ludwig IV. von der Pfalz, die Windesheimer Reformkongregation der Augustinerchorherren dafür zu interessieren. Diese entsandte sechs Regularkanoniker aus dem Kloster Böddeken, die die völlig heruntergekommene Anlage einschließlich der wenigen verbliebenen Vermögensreste des abgegangenen Zisterzienserklosters 1443/44 übernahmen und das Kloster renovierten. Bereits 1445 war Kirschgarten ein selbständiges, vom Mutterkloster Bödekken unabhängiges Kloster mit einem Prior an der Spitze. Der neue Konvent übernahm weiter das leer stehende Augustiner-Chorfrauenstift in Frankenthal, das in der Folge auch als „Kleinfrankenthal“ bezeichnet wurde, um es von „Großfrankenthal“, einem eigenen Augustinerchorherrenstift, zu unterscheiden. Kleinfrankenthal wurde bis zum Umzug des Konvents dorthin von einem weltlichen Prokurator als Wirtschaftsbetrieb geführt. In kleinen Schritten gelang es den Chorherren das Kloster Kirschgarten zu konsolidieren und auch wieder Spenden einzuwerben. Eine Haupteinnahmequelle des Klosters lag im Schreiben und Einbinden von Büchern. Dazu unterhielt der Konvent ein Skriptorium.

#### Weitere Entwicklung
Das Verhältnis zur städtischen Obrigkeit entwickelte sich zunächst positiv, auch wenn es im Einzelnen – so etwa hinsichtlich der Steuerpflicht beim Weinausschank durch das Kloster – zu Streitigkeiten kam. Die Chorherren erhielten das städtische Bürgerrecht, was wichtig war, um in Krisenzeiten ein Anrecht zu haben, sich hinter die Stadtmauern in Sicherheit zu bringen.
Die Erfolgreiche Sanierung von Kirschgarten stärkte auch die Stellung des Konvents innerhalb der Windesheimer Kongregation. Kirschgarten entwickelte sich zu deren Zentrum in Südwestdeutschland. Schon 1447 wurde von hier aus die Reform des Augustinerchorherrenstifts Höningen organisiert. Gleiches folgte für das Stift Truttenhausen. 1458 reformierte Kirschgarten das Stift Stift Rebdorf. 1459 gründeten Kirschgartener Chorherren das fränkische Kloster Birklingen in Iphofen. 1467/68 reformierte Kirschgarten das Kloster (Groß)Frankenthal: Kirschgarten übernahm dessen Schulden, erhielt dafür als Pfand Bücher aus dessen Bibliothek und ein Chorherr aus Kirschgarten wurde neuer Prior in Frankenthal. 1468 sanierte Kirschgarten zusammen mit dem Kloster Hirzenhain das Augustiner-Chorherrenstift Pfaffen-Schwabenheim. Der Versuch zusammen mit dem Stift Birklingen die Stifte Heidenfeld und Triefenstein zu sanieren, scheiterte dagegen 1469 an deren wirtschaftlich schlechten Situation. 1471 war das Kloster an der Reform des Frauenkonvents Kloster Fischbach beteiligt. 1474 erwarb der Konvent den Hof „Zum Rebstock“, zu dem auch eine Kapelle mit zwei Altären gehörte. Das daran von dritter Seite bestehende Patronatsrecht tauschten die Augustiner gegen das Patronatsrecht, das sie an zwei Altären in der Kirche von Monzernheim besaßen. 1477 holte sich der Württemberger Herzog Eberhard im Bart Kirschgartener Chorherren zur Reform des Stiftes Sindelfingen, die es bis 1478 in ein Augustinerchorherrenstift umwandelten. 1498 war der Konvent an der Aufnahme des Klosters Schamhaupten in die Windesheimer Kongregation beteiligt. Am Ende des 15. Jahrhunderts war Kirschgarten der zahlenmäßig und wirtschaftlich stärkste Männerkonvent in Worms.
Während des Reichstags zu Worms 1495 residierten die Erzbischöfe Johann II. von Trier über die Osterfeiertage und Sigmund II. von Salzburg im Kloster Kirschgarten.

#### Ende
Zu Beginn des 16. Jahrhunderts aber häuften sich die Katastrophen: 1502 fiel ein Teil des Wirtschaftshofes samt zum Teil recht neuer Gebäude einem Brand zum Opfer und der Wiederaufbau strapazierte die Finanzen sehr. In der Fehde zwischen Franz von Sickingen und der Stadt Worms 1515–1519 trug die Anlage in Kirschgarten erhebliche Schäden davon.
Im folgenden Pfälzischen Bauernkrieg besetzte die Stadt Worms 1525 das Kloster, um zu verhindern, dass die Gebäude einem Angreifer auf die Stadt Schutz bieten könnten. Mit der fortschreitenden Entwicklung der Artillerie musste ein größeres Schussfeld vor der Stadtmauer freigehalten werden. Als der Prior sich gegen die Besetzung zu wehren versuchte, ließ die Stadt es zu, dass die Anlage geplündert wurde. Beteiligt waren daran Einwohner von Worms, Horchheim, Hochheim und Pfiffligheim. Alles bewegliche Gut – einschließlich der Bibliothek und fünf Glocken – wurde entwendet. Der Konvent floh in seinen Hof nach (Klein)Frankenthal. Die Stadt behauptete, der Konvent habe die Anlage Kirschgarten der Stadt geschenkt, was der aber vehement bestritt. Die beschädigten Gebäude in Kirschgarten wurden seitens der Stadt als Übungsziel für neu gegossene Kanonen genutzt und anschließend niedergerissen. Zu den Vorfällen ist der zeitgenössische Bericht des Kirschgartener Klerikers Johann von Stuttgart erhalten. Die Chorherren prozessierten jahrelang gegen die Enteignung. 1542 kam es unter kurpfälzischer Vermittlung zu einem Vergleich, in dem die Stadt Worms 6000 Gulden Schadenersatz zahlte, das Gelände, auf dem das Kloster Kirschgarten gestanden hatte, an den Konvent zurückgegeben wurde, der alle baulichen Reste dort abtragen sollte, und der Bedingung, dass dort nicht mehr gebaut werden dürfe. Alle dem ehemaligen Kloster Kirschgarten zustehenden Rechte wurden auf den Konvent in (Klein)Frankenthal übertragen.

#### Organisation
Der Konvent wurde von einem Prior geleitet, dem ein Subprior zur Seite stand. Prioren waren:
| Prior                          | von  | bis            | Anmerkung                                |
| ------------------------------ | ---- | -------------- | ---------------------------------------- |
| Berthold Scharm                | 1443 | 1473           | zurückgetreten                           |
| Johannes von Sonsbeck          | 1474 | 1482           |                                          |
| Heinrich von Dirmstein         | 1482 | 1503           | zurückgetreten, † 1504                   |
| Herrmann von Sonsbeck          | 1503 | 1504           |                                          |
| Johannes Heydekyn von Sonsbeck | 1504 | 1514 oder 1516 | seit 1495/96: Subprior                   |
| Petrus Helgers                 | 1525 | 1539           | Amtssitz ab Mitte 1525: Kleinfrankenthal |

Der Besitz des Konvents lag überwiegend auf der linken Seite des Rheins in einem Umkreis von etwa 20 km um Worms. Vereinzelt gab es darüber hinaus Besitzungen auf dem rechten Rheinufer und nördlich bis Biebelnheim.

#### Kulturelle Leistungen

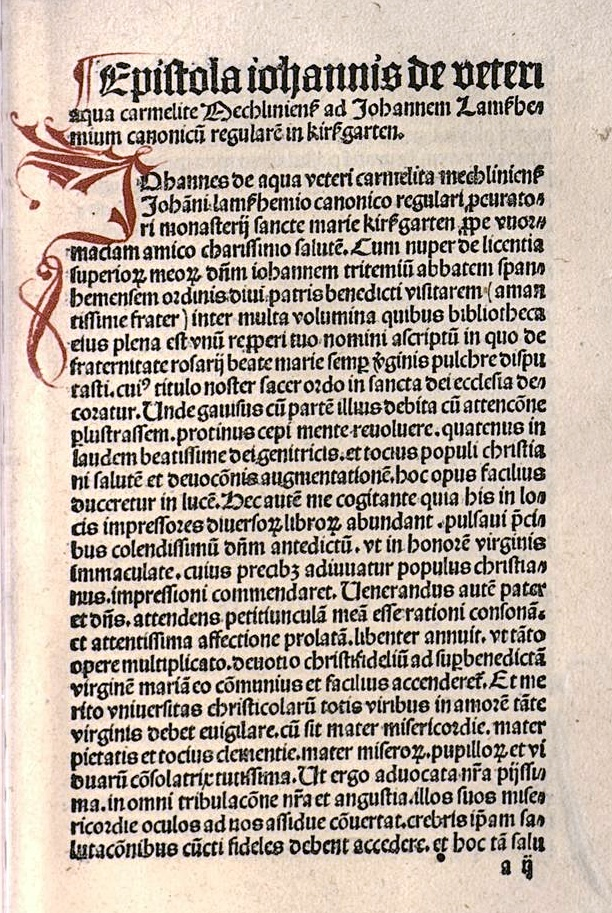
Seite aus der Inkunabel De fraternitate rosarii des Johannes von Lambsheim (1495)

Im Konvent wirkten mehrere bedeutende Kleriker, die zahlreiche Schriften hinterließen. Einer davon war Johannes von Lambsheim, ein Theologe, Gelehrter und religiöser Autor. Ein anderer, der Prior Johannes Heydekyn von Sonsbeck, verfasste die um 1500 entstandene Kirschgartener Chronik, die viele lokalgeschichtlich bedeutsame Fakten festhält, unter anderem auch die Vita des seligen Erkenbert von Frankenthal.
Die Bibliothek des Klosters soll bei seiner Zerstörung 1525 etwa 350 Bücher umfasst haben.

### Nachnutzung
Das Gelände wurde nach der Zerstörung des Klosters wieder als Garten genutzt. Trotz des Gebotes, alle Gebäude abzureißen, scheinen einzelne Bauten des Klosters am Anfang des 19. Jahrhunderts noch gestanden zu haben. 1851 bis 1887 wurde das Gelände von der Lederfabrik Melas genutzt, dann von Cornelius Heyl (1792–1858) übernommen und in die Lederwerke Cornelius Heyl AG integriert. Auch diese Fabrik, zeitweilig eines der größten Lederwerke in Europa, ist inzwischen abgerissen. Es ist deshalb davon auszugehen, dass vom Kloster Kirschgarten auch archäologisch keine Reste mehr existieren.

## Bauten
Das Kloster war durch eine umgebende Mauer befestigt, die im 16. Jahrhundert zwei Tore hatte. Bereits 1265 wurde die ummauerte Fläche um etwa 2 ha erweitert. Durch die frühe Zerstörung der Anlage ist zu den Klostergebäuden nur wenig bekannt.

### Klausur
Die Klausurgebäude bildeten eine konventionelle Vierflügelanlage. Eine Reihe von Wirtschaftsgebäuden fand sich unmittelbar benachbart dazu. Diese Gebäude bestanden auch im 15. Jahrhundert noch überwiegend aus Fachwerk.

### Kirche
Auch die erste Kirche des Klosters war ein Fachwerkbau. Nach dem wirtschaftlichen Aufschwung des Klosters in der zweiten Hälfte des 13. Jahrhunderts wurde ab 1280 eine – und das wird zeitgenössisch hervorgehoben – steinerne Kirche geplant und gebaut. 1290 weihte der Wormser Bischof Simon von Schöneck die neue Kirche und ihren Hochaltar. Die Patrozinien der Altäre sind nur teilweise bekannt: Ein der Maria, dem Hl. Benedikt und dem Hl. Bernhard geweihter Altar war wohl der Hochaltar. Weiter werden genannt Altäre für den Hl. Nikolaus, die Hl. Katharina, die Heiligen Kosmas und Damian und ein Heiligkreuzaltar.
Im 16. Jahrhundert hatte die Kirche fünf Glocken. Die Augustinerchorherren nutzten sie als Grablege.

## Benennungen nach dem Kloster
In Worms erinnert der Kirschgartenweg an das Kloster. Es befand sich südlich der Straße.
Kirschgartshausen gehört heute zu Sandhofen, einem Mannheimer Stadtteil. Die kleine Ansiedlung hieß ursprünglich Husen (Hausen) und das Kloster kaufte sie 1275, weshalb dessen Namen dem ursprünglichen vorangestellt wurde und es nunmehr Kirschgartshausen hieß. Die Nonnen betrieben dort ein landwirtschaftliches Gut mit zugehöriger Kapelle St. Gangolf.
In Laumersheim gibt es die Weinlage Kirschgarten, die sich auf ehemaligen Feldern des Klosters Kirschgarten erstreckt, das in dem Dorf einen Gutshof besaß.